# Schuh (Familienname)
Schuh ist ein deutscher Familienname.

## Bedeutung
Übername für den Schuhmacher.

## Varianten und Verbreitung
- Schuh mit 10.500 Namensträgern in Deutschland und 3100 Namensträgern in Österreich
- Schuch mit 4300 Namensträgern in Deutschland, 1000 Namensträgern in Österreich und 10 in Polen[2]
- Schuck mit 4900 Namensträgern in Deutschland[3]
- Schug mit 4000 Namensträgern in Deutschland
- Schuckert mit 570 Namensträgern in Deutschland und 270 Namensträgern in Österreich
- Schuchert mit 830 Namensträgern in Deutschland
- Szuch mit 38 Namensträgern in Polen[4]

## Namensträger

### A
- Angela Schuh (* 1956), deutsche Ärztin und Hochschullehrerin für Medizinische Klimatologie
- Anneliese Schuh-Proxauf (1922–2020), österreichische Skirennläuferin und Unternehmerin

### B
- Bernd Schuh (* 1948), Physiker, Dozent, Hörfunkredakteur
- Bérengère Schuh (* 1984), französische Bogenschützin

### C
- Carl Schuh (1806–1863), Naturforscher, Physiker und Mathematiker

### D
- Dieter Schuh (* 1942), deutscher Tibetologe, Unternehmer und Politiker

### F
- Fabio Schuh (* 2001), österreichischer Handballspieler
- Franz Schuh (Mediziner) (1804–1865), österreichischer Wundarzt und Chirurg
- Franz Schuh (Schwimmer) (1891–1936), österreichischer Schwimmer
- Franz Schuh (Autor) (* 1947), österreichischer Schriftsteller und Essayist

### G
- Georg von Schuh (1846–1918), deutscher Lehrer, Jurist und Bürgermeister von Nürnberg 1892–1913
- Gotthard Schuh (1897–1969), Schweizer Fotograf und Maler
- Günther Schuh (Fußballspieler) (* 1940), deutscher Fußballspieler
- Günther Schuh (Ingenieur) (* 1958), deutscher Ingenieur und Hochschullehrer

### H
- Harald Schuh (Geodät) (* 1956), deutscher Geodät
- Harald Schuh (Politiker) (* 1974), österreichischer Politiker (FPÖ)
- Heinrich Schuh (1873–1955), Schweizer Elektrotechniker und Mitbegründer der Sprecher & Schuh AG in Aarau
- Hermine Schuh (1819–1902), deutsche Botanikerin

### I
- Ingrid Schuh, deutsche Fußballspielerin

### J
- Jakob Schuh (* 1976), deutscher Regisseur
- Johannes Schuh (1851–1921), deutscher Komponist
- Josef Schuh (1930–2023), deutscher Unternehmer und Politiker (CDU), MdL Saarland

### K
- Karl Schuh (1876–1960), deutscher Eisenhüttenmann und Manager der deutschen Stahlindustrie

### M
- Marc Schuh (* 1989), deutscher Rollstuhlleichtathlet
- Matthias (Mat) Schuh (* 1965), österreichischer Moderator, Sänger und Musiker
- Max Schuh (1916–2008), österreichischer Pilot, Segelflieger und Tiroler Unternehmer in der Luftfahrtbranche
- Maximilian von Schuh (1838–1911), deutscher Generalleutnant und Gouverneur von Ingolstadt
- Maximilian Schuh (* 1943), österreichischer Tiermediziner und Hochschullehrer
- Melina Schuh (* 1980), deutsche Biochemikerin
- Michael von Schuh (1799–1865), deutscher Generalleutnant
- Monika Schuh-Wibmer (* 1961), österreichische Videokünstlerin und Malerin

### O
- Oscar Fritz Schuh (1904–1984), deutscher Regisseur

### P
- Paul Schuh (1910–1969), deutscher Kirchenmusiker
- Peter Schuh (* 1941), österreichischer Architekt und Zeichner

### R
- Randall T. Schuh (* 1943), US-amerikanischer Entomologe
- Richard Schuh (1920–1949), deutscher Raubmörder

### S
- Stephan Schuh (* 1969), deutscher Kameramann
- Steve Schuh (* 1950), US-amerikanischer Politiker

### U
- Ulrich Schuh (* 1969), österreichischer Ökonom
- Ursula Schuh (1908–1993), deutsche Malerin und Bühnenbildnerin

### W
- Wilhelm Schuh (1901–1994), deutscher katholischer Geistlicher
- Willi Schuh (Musikwissenschaftler) (1900–1986), Schweizer Musikwissenschaftler und -schriftsteller
- Willi Schuh (Fußballspieler) (1922–1995), deutscher Fußballspieler
- Wolf-Dieter Schuh (* 1957), österreichischer Geodät, Professor in Bonn
- Wolfgang Schuh (* 1943), deutscher Fußballspieler